# Katrina Leskanich
Katrina Elizabeth Leskanich (Topeka, 10 april 1960) is een Amerikaans zangeres en muzikante. Ze woont sinds 1976 in het Verenigd Koninkrijk. Leskanich was leadzangeres van Katrina & the Waves, waarmee ze voor het Verenigd Koninkrijk het Eurovisiesongfestival 1997 won.

## Biografie
Leskanich is geboren in de Verenigde Staten. Ze heeft een Europese achtergrond: haar grootouders Leskanich, beiden geboren in het toenmalige Oostenrijk-Hongarije, trokken als emigranten naar de Verenigde Staten. Van moederskant heeft ze Ierse en Duitse roots. Leskanich komt uit een gezin met zes kinderen. Haar vader werd als kolonel bij de United States Air Force telkens voor een paar jaar op een andere plaats gestationeerd. Het gezin woonde daardoor op verschillende plekken in Amerika, Duitsland en Nederland en vanaf 1976 in het Verenigd Koninkrijk. Ze ontmoette er mede-Amerikaan Vince de la Cruz, met wie ze de coverband Mama’s Cookin’ vormde. Een aantal jaren later traden ze toe tot The Waves, met Kimberley Rew. In 1982 brachten The Waves hun album Shock Horror uit, later dat jaar werd de groep herdoopt tot Katrina & the Waves.
Katrina & the Waves
De eerste lp's van Katrina & the Waves, Walking on Sunshine (1983) en Katrina and the Waves 2 (1984), werden alleen uitgebracht in Canada, door label Attic Records. De groep toerde en bouwde een naam op. Wat daarbij hielp is dat The Bangles hun lied Going Down to Liverpool coverde. In 1985 werd een contract getekend met het internationale label Capitol Records. Het nieuwe album Katrina & The Waves sloeg aan en de single Walking on Sunshine werd een wereldwijde hit. De band werd het jaar erop genomineerd voor de Grammy Award voor Best New Artist. Hoewel er meerdere albums en singles volgden, werd het succes niet geëvenaard.
In 1997 namen Katrina & the Waves voor het Verenigd Koninkrijk deel aan het Eurovisiesongfestival. Hun nummer Love shine a light was oorspronkelijk geschreven voor de 'Samaritans', een organisatie voor zelfmoordpreventie. De groep behaalde met het nummer de eerste plaats. Het lied kreeg de hoogste score tot dan toe op het Songfestival en de meeste hoge scores voor één lied. De overwinning bracht geen nieuwe doorbraak voor de groep; het lied kwam in meerdere landen in de top 10, maar behaalde nergens de eerste plaats. Leskanich en de band wilden elk een andere kant op en de groep viel in 1999 uiteen. Leskanich nam dat jaar met Maggie MacNeal het nummer Old friend op en zong ze mee op Return to the Centre of the Earth van Rick Wakeman.
Solocarrière
Leskanich begon in 2001 een solocarrière. Ze toerde door Engeland en Europa en werkte in de tussentijd aan eigen nummers. In 2005 kwam haar soloalbum Katrina Leskanich uit. In datzelfde jaar deed ze als Katrina and the new Wave mee aan het Melodifestivalen, om Zweden te kunnen vertegenwoordigen op het Eurovisiesongfestival. Ze mocht door naar de tweede ronde onder de naam Katrina and the Nameless, de naam was aangepast na protest van oud-bandgenoten, maar viel daar alsnog af.
In 2006 stelde Leskanich een nieuwe band samen, waarmee ze toerde door onder andere Australië en Noorwegen.
Ter gelegenheid van de 25e verjaardag van Walking on sunshine, bracht Leskanich in 2010 een livealbum uit, waarop een live- en bluesversie van het nummer zijn te horen. De cast van Glee behaalde dat jaar een top 10-hit in het Verenigd Koninkrijk met een mash-up van Walking on sunshine en Halo van Beyoncé.
Er volgden meer tournees en singles, en de albums Turn the Tide (2010), Spiritualize (2011) en Blisland (2014). In 2017 kwam Leskanich met een compilatiealbum The Very Best of Katrina. Een jaar later verscheen haar kerstsingle I Can’t Give You Anything but Love (2018), een cover van Judy Garlands versie.

## Ander werk
Na het uiteenvallen van Katrina & the Waves was Leskanich te zien op tv als presentator van Watchdog bij BBC 1 en kreeg ze een eigen radioprogramma op BBC Radio 2. In 2001 speelde ze de hoofdrol in de musical Leader Of The Pack. Ze presenteerde in 2005 de verjaardagsshow Congratulations in Denemarken, samen met Renārs Kaupers, ter gelegenheid van 50 jaar Eurovisiesongfestival. In 2008 was ze jurylid van Eurosong, de Belgische voorronde van het Eurovisiesongfestival.
Leskanich, zelf bezitter van een poedel, publiceerde een aantal hondvriendelijke reisgidsen, in 2013 Peggy Lee Loves London: My London Guide bij Metropoodle Press, en in 2018 Metropoodle – My London Guide en Metropoodle – My Cornwall Guide.

## Discografie (solo)

### Singles
- They Don't Know (2006)
- They Don't Know Club Mixes – Katrina vs Sleazesisters (2008)
- Sun Coming Upper (2015)
- I Can't Give You Anything but Love (2018)

### Albums
- Turn the Tide (2004), gelimiteerde oplage
- Katrina Leskanich (2005)
- The Live Album (2010)
- Turn the Tide (2010), heruitgave met bonustracks
- Spiritualize (2011)
- Blisland (2014)
- The Very Best of Katrina (2017)